# زوريغتباتارين إنخزوريغ
زوريغتباتارين إنخزوريغ (مواليد 27 فبراير 1987) هو ملاكم منغولي، مثّل بلاده في الألعاب الأولمبية الصيفية 2008.

## روابط خارجية
زوريغتباتارين إنخزوريغ على موقع أوليمبيديا (الإنجليزية)